# Максиміліан фон Шпее
Імперський граф Максиміліан Йоганнес Марія Губерт фон Шпее (нім. Maximilian Johannes Maria Hubert Reichsgraf von Spee; 22 червня 1861, Копенгаген — 8 грудня 1914, Південна Атлантика) — граф, віцеадмірал німецьких Імператорських військово-морських сил (нім. Kaiserliche Marine).

## Біографія
23 квітня 1878 року вступив кадетом до Кайзерліхе Маріне. Служив лейтенантом-цур-зее у Західноафриканській крейсерській ескадрі (1884/85). Упродовж 1887—1888 років командував портом у Німецькому Камеруні, але через хворобу повернувся до Німеччини. Після видужання служив на SMS Moltke, на SMS Deutschland потрапив у Китаї до Східно-Азійської ескадри. Був першим офіцером на панцирному кораблі SMS Brandenburg у чині корветенкапітан. Після придушення Боксерського повстання 27 січня 1905 року йому присвоєно чин капітана цур зеє і він став командувати лінкором SMS Wittelsbach. 27 січня 1908 року присвоєне звання контрадмірала, він став другим адміралом розвідувальних кораблів флоту відкритого моря. У 1908—1910 роках був начальником штабу керівництва Північного моря. Як флагман отримав 4 грудня 1912 року командування над Східно-Азійською ескадрою. Кораблі базувались у китайському Ціндао і Рабаул (порт Сімпсон) у Меланезії. 15 листопада 1913 року отримав звання віцеадмірала.

### Війна

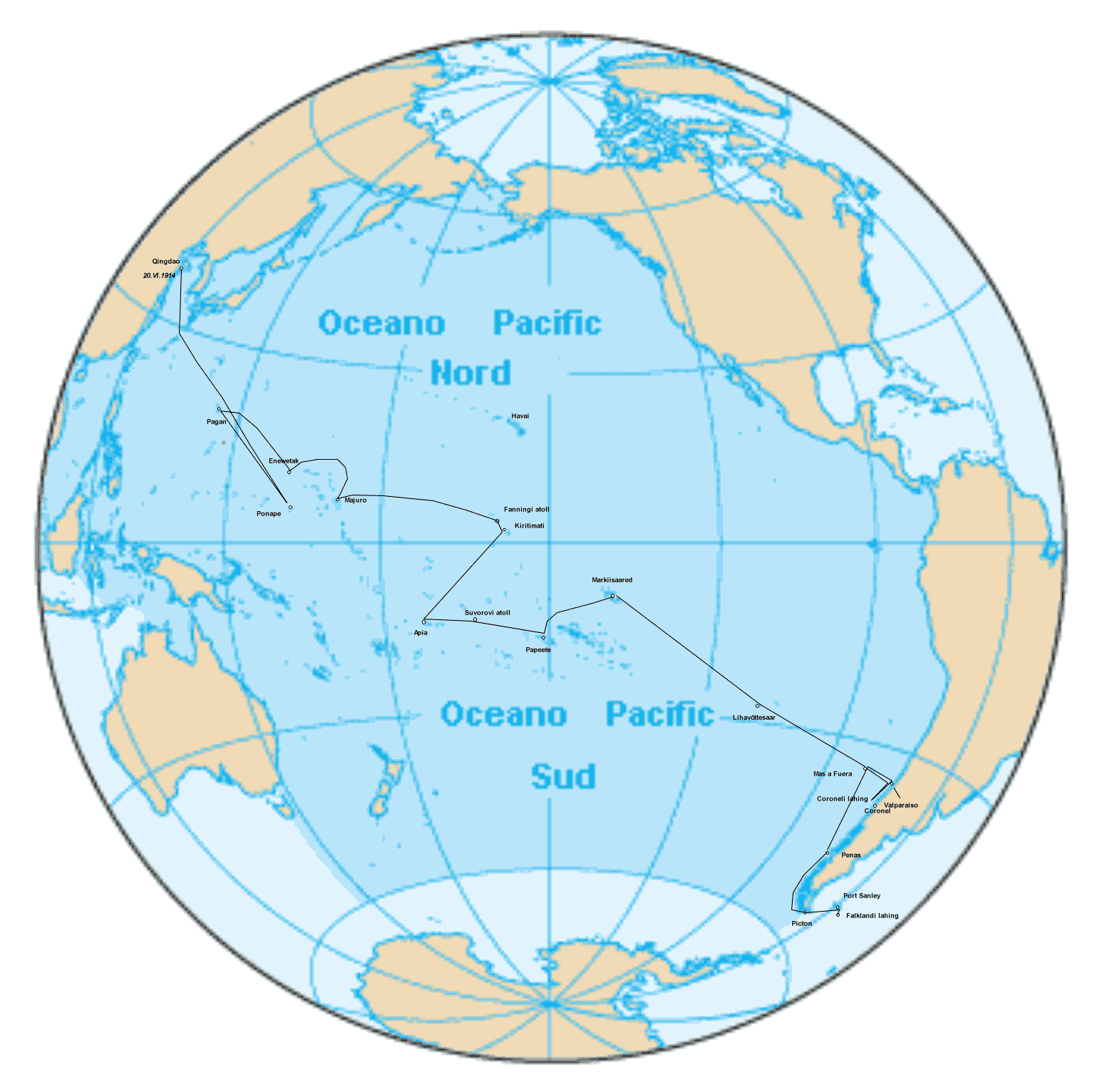
Маршрут переходу через Тихий океан ескадри фон Шпее

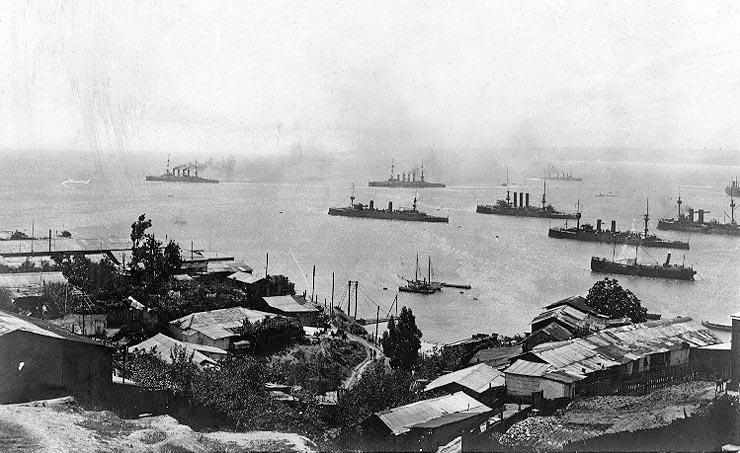
Вихід з Вальпараїсо кораблів ескадри фон Шпее. 3 листопада 1914

Напередодні війни флагман «Scharnhorst», «Gneisenau» перебували далеко від своїх баз у Понпеї Мікронезії. Через загрозу нападу Імперського флот Японії і Королівського австралійського військово-морського флоту ескадра могла пливти до індійського океану чи у напрямку Південної Америки. Пересуваючись поміж островами Тихого океану фон Шпее зібрав кораблі ескадри. Із знищенням німецької радіостанції на острові Яп вони опинились відрізаними від командування. Допоміжні крейсери Cormoran, Prinz Eitel Friedrich, легкий крейсер Emden адмірал Фон Шпее відіслав від ескадри для полювання за торговими кораблями Британії задля відвернення уваги від основних сил.
1 листопада 1914 року біля міста Коронель Чилі ескадра зустріла англійську 4 ескадру контрадмірала Крістофера Кредока, вислану для їхнього пошуку. Адмірал Шпее відтягував битву до часу, поки ввечері у променях вечірнього сонця силуети його кораблів не злились з контурами узбережжя, тоді як силуети англійських кораблів добре виднілись на тлі моря. SMS Scharnhorst з 11 км стріляв по флагману, панцирному крейсеру HMS Good Hope, який затонув, отримавши 30-40 попадань. SMS Gneisenau потопив панцирний крейсер HMS Monmouth. Вдалось втекти легким крейсерам HMS Otranto, HMS Glasgow, що отримав пошкодження. Німецькі кораблі використали до половини боєзапасу, поділивши на стоянці порівну набої головного калібру.
Ескадра пройшла мис Горн і за незрозумілих до кінця обставин попливла до Фолклендських островів. На нараді 6 грудня фон Шпее оголосив про намір атакувати Порт-Стенлі, проти чого виступив капітан «Gneisenau». Фон Шпее сказав, що, за його даними, на островах відсутні ворожі кораблі і там можна поповнити запас вугілля, знищити важливу англійську радіостанцію. Деякі сучасні дослідники припускають, що англійська розвідка знала шифри німецького флоту і могла надати хибну інформацію-наказ про атаку островів. На підтвердження цього наводять факт, що англійські кораблі не блокували мис Горн, не патрулювали навколишні води, а зібрались лише ввечері 7 грудня у Порт-Стенлі.
Зранку 8 грудня ескадра фон Шпее підійшла до Порт-Стенлі. Вислані вперед «Нюрнберг» і «Гнайсенау» з десантними командами, помітили у порті триногі щогли, характерні виключно для британських важких кораблів. Німецька ескадра розвернулась від острова. Адмірал фон Шпее не мав ілюзій. Зношені на понад 25 % парові машини, механізми після 5-місячного походу через Тихий океан не дозволяли розвинути і так не надто велику максимальну швидкість. Панувала ясна погода і надії загубитися у морі не було. Тому флагман SMS Scharnhorst посів почесне місце наприкінці строю, щоб першим прийняти бій. Перед ним йшов SMS Gneisenau, малі крейсери SMS Nürnberg, SMS Leipzig, SMS Dresden отримали наказ разосередитися і рятуватись самостійно. У погоню за ескадрою до 10.00 вийшли лінійні крейсери HMS Inflexible, HMS Invincible (по 8×305 мм гармат), панцирні крейсери HMS Carnarvon, HMS Cornwall, HMS Kent, легкі крейсери HMS Glasgow, HMS Bristol, допоміжний крейсер Macedonia.

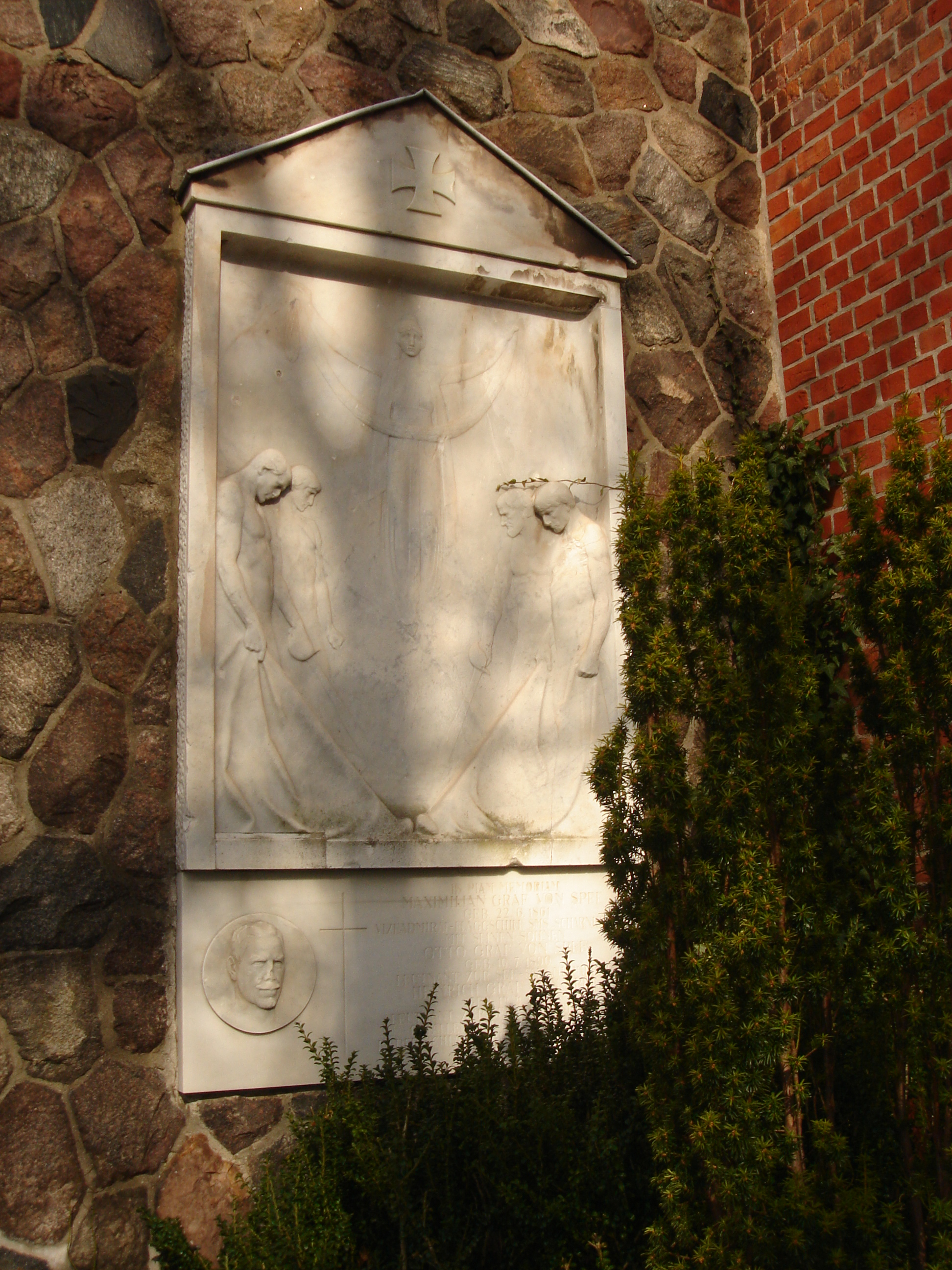
Епітафія адміралу фон Шпее і його синам. Костел Св. Генріха. Кіль

«Inflexible», «Invincible», «Carnarvon» розпочали о 13:30 обстріл з великої відстані, на що «Scharnhorst» міг відповідати вогнем з двох гармат кормової башти. Два німецькі крейсери зосередили вогонь на «Invincible», який отримав 23 попадання. Після 15:00 «SMS Scharnhorst» отримав вирішальне попадання в корму, що зруйнувало каземати, башту головного калібру, призвело до значних втрат серед екіпажу, викликало велику пожежу. Приблизно о 16:00 фон Шпее передав на «Gneisenau» команду покинути флагманський корабель «Scharnhorst» і майже відразу його капітану Маеркеру: «Ви мали рацію». «Scharnhorst» розвернувся для торпедної атаки, але о 16.04 на ньому відбувся великий вибух, після чого він о 16:17 з екіпажем з 860 осіб та адміралом фон Шпее пішов під воду. З німецької ескадри вдалося втекти лише малому крейсеру «Дрезден». Загалом загинуло 2200 німецьких моряків. На SMS «Nürnberg» загинув його син лейтенант Отто, на SMS «Gneisenau» інший син, лейтенант Генріх.
Вільгельм II посмертно нагородив адмірала фон Шпее Залізним Хрестом 1 класу.

## Родина
Максиміліан був четвертим сином графа Рудольфа фон Шпее (1822—1881) і Фернанди Марії Софії з Тутайн (нім. Fernanda Maria Sophie Tutein) (1832—1913). У шлюбі з баронесою Маргаритою фон Остен-Закен (нім. Margareta von Osten-Sacken) (1867—1929) народились:
- Отто фон Шпее (10 липня 1890, Кіль — 8 грудня 1914);
- Генріх фон Шпее (24 квітня 1893, Кіль — 8 грудня 1914);
- Губерта фон Шпее (11 липня 1894, Кіль — 18 вересня 1954, Бонн).

## Пам'ять
На честь адмірала Максиміліана фон Шпее були названі кораблі:
- SMS Graf Spee[de] — великий крейсер класу «Макензен» «Кайзерліхе Маріне» (15 вересня 1917; недобудований);
- Admiral Graf Spee — важкий крейсер класу «Deutschland» (30 червня 1934);
- Graf Spee[de] навчальний фрегат Бундесмаріне (1959—1967);
- у Львові, під час німецької окупації, у 1943—1944 роках, була Адміраль Шпееґассе (нинішня вул. Іллі Кокорудза)[8].

Пам'ятні таблички в Чилі, Кілі, назви вулиць у 13 містах Німеччини.

## Нагороди
- Столітня медаль
- Китайська медаль
- Хрест «За вислугу років» (Пруссія)
- Залізний хрест 2-го і 1-го класу